# François Louis de Bons
Pour les articles homonymes, voir Bons.
François Louis de Bons, né le 17 février 1723 à Morat et mort le 8 juillet 1797 à Lausanne, est un pasteur et théologien suisse vaudois, professeur à l'Académie de Lausanne.

## Biographie
François Louis de Bons est issu de la famille noble de Bons et est le fils du pasteur Jean Louis de Bons et de son épouse Suzanne. Il naît à Morat où son père est pasteur. Il épouse Élisabeth Loubier (1722-1783), d'origine huguenote à Londres en 1759. Le couple a douze enfants, dont le futur général Jean-Louis de Bons (1762-1810).

## Formation et carrière professionnelle
François Louis de Bons fait ses études secondaires à Lausanne et s'inscrit en 1738 à l'Académie de Lausanne pour étudier la théologie. Il poursuit ses études à Leyde à partir du 24 novembre 1745.
Il est consacré en 1747 et devient pasteur à Lausanne. Il est pasteur de l'Église française de Londres de 1751 à 1761, puis, de retour à Lausanne, il enseigne la théologie pratique à l'Académie. Il est recteur en 1780. De 1783 jusqu'à sa mort, il est président du comité du Séminaire de Lausanne.
Il est l'un des quatre principaux collaborateurs de la revue Aristide ou le Citoyen, publiée à Lausanne de 1766 à 1767, et publie également quelques articles de manière anonyme.
Il connaissait Samuel Auguste Tissot, le théologien et professeur à l'Académie de Lausanne François-Louis Allamand, Antoine Polier de Saint-Germain, Gabriel Seigneux de Correvon et le duc Louis Eugène de Wurtemberg.

## Publications
- Sermons sur les matières les plus importantes de la religion, contenus dans le chapitre VIII de l'épitre aux Romains., Lausanne, JP Heubach, 1774-1776.